# Alois Fišárek
Alois Fišárek (7. ledna 1943 Opočno – 4. listopadu 2023) byl český filmový střihač, pedagog, syn malíře Aloise Fišárka.

## Život a dílo
V roce 1968 dokončil studia na katedře střihu FAMU. Jako střihač působil v letech 1965–1972 u Československého armádního filmu, 1974–1996 u Krátkého filmu. V letech 1968–2002 vyučoval na FAMU, kde vedl katedru střihové skladby, posléze vyučoval na Filmové akademii Miroslava Ondříčka v Písku.
Byl držitelem Českého lva za střih u filmů Akumulátor 1, Kolja, Kanárek, Tmavomodrý svět a Kuky se vrací. V roce 2018 získal Českého lva za mimořádný přínos české kinematografii.
Zemřel 4. listopadu 2023 ve věku 80 let.